# Iglesia de Nuestra Señora Estrella del Mar (Huelva)
La iglesia de la Milagrosa o iglesia de Nuestra Señora Estrella del Mar es un templo católico situado en la calle Rábida de la ciudad española de Huelva. Está inscrita, con carácter genérico, en el Catálogo General del Patrimonio Histórico Andaluz.

## Historia

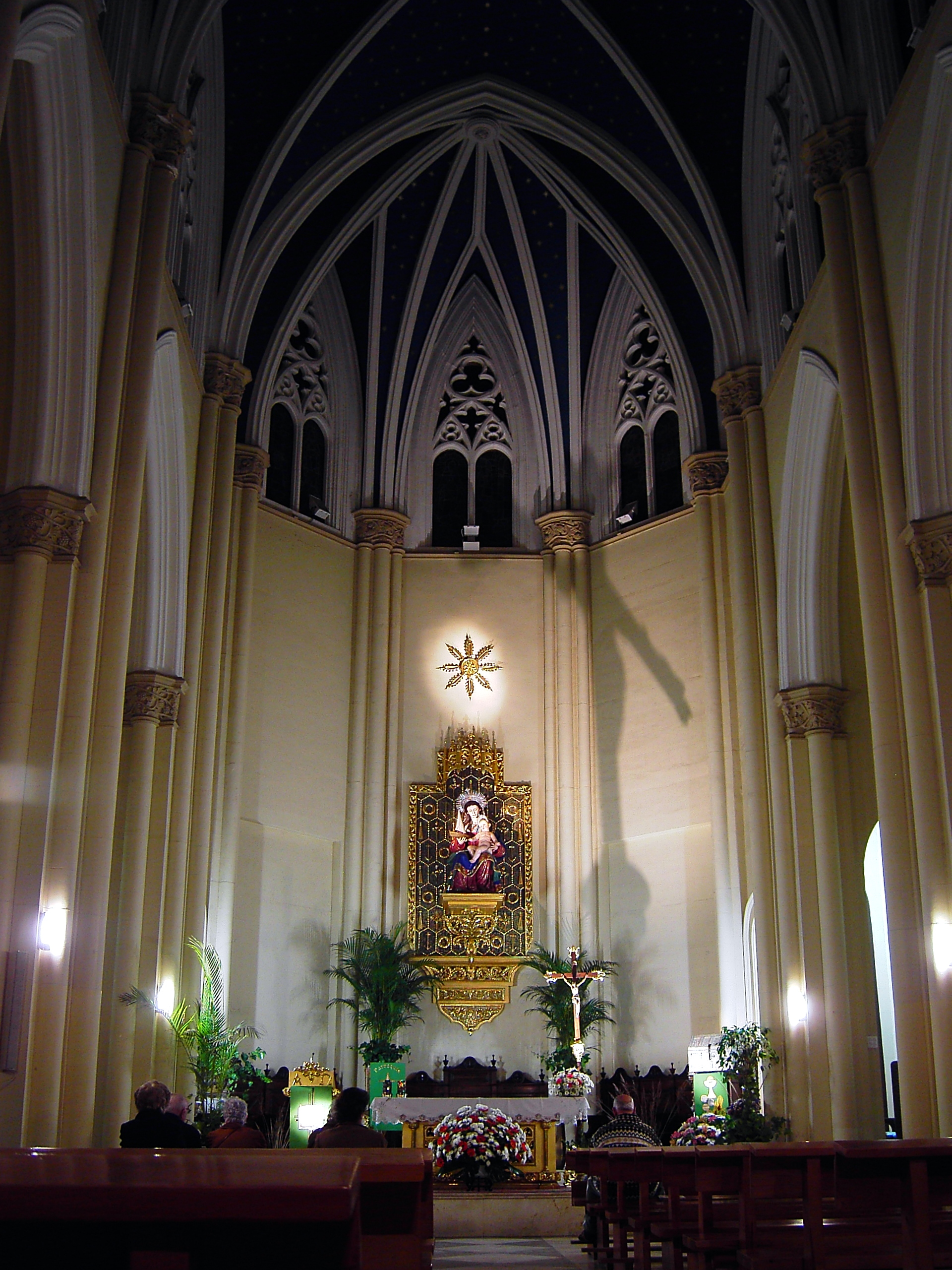
Interior del templo

El edificio fue construido entre 1922 y 1929 por el arquitecto municipal José María Pérez Carasa, que diseñó un templo de estilo neogótico casi único en la provincia. Su construcción se debió a la necesidad de dotar de una capilla propia a las Hijas de la Caridad que atendían el Hospital Provincial. Los terrenos fueron donados por Salvador Vázquez de Zafra y en la construcción se utilizaron fondos municipales y los donativos recaudados por una junta de señoras. El templo fue bendecido el 10 de octubre de 1929 por el arzobispo de Sevilla, Eustaquio Ilundain.
En los disturbios de la Guerra Civil de 1936 fue destruido su mueble ajuar, pero la fábrica no sufrió daños. Por ello, acogió provisionalmente la Parroquia de la Concepción mientras era restaurado su templo. En 1958, la capilla fue convertida en sede de la Parroquia de la Estrella del Mar por Pedro Cantero Cuadrado, dentro de su plan de establecimiento de nuevas parroquias para atender el crecimiento de la ciudad.
El 28 de febrero de 1969 sufre graves daños estructurales a causa de un terremoto. Fueron subsanados, pero en 1976 el cambio del nivel freático de la zona provocó nuevos agrietamientos en la fábrica que conllevaron un nuevo cierre. En 1981, las Hijas de la Caridad donan el ruinoso templo a la diócesis de Huelva.
En la década de los 80 es fundada la Hermandad del Cristo de la Misericordia, que tiene entre sus fines promover la restauración del templo. Las obras empiezan en 1991, dirigidas por Francisco Vallejo. En esta fase se consolida el edificio reforzando su cimentación y se solucionan así sus problemas de estabilidad. Fue abierta al culto de nuevo en 1998.

## El edificio
El edificio es de tres naves, la central más ancha y más alta que las laterales, divididas en cuatro tramos. Sobre el último de ellos se eleva el coro. Las naves se dividen por arcos ojivales que sostienen bóvedas de nervaduras. Desde la última restauración, estas bóvedas simulan un cielo estrellado.
Las naves se iluminan con vidrieras realizadas por La Veneciana en 1943, en las que se representa la historia de la devoción de la Medalla Milagrosa. La capilla Mayor está presidida por la imagen de la Virgen Estrella del Mar, realizada por Miguel Bejarano Moreno en 1997. A sus lados se encuentran las imágenes de serie de la Milagrosa y San José. La fachada posee una triple entrada culminada por una torre central. Esta torre campanario tiene tracería calada y como remate un agudo chapitel, con bulbo y veleta de cobre envejecido.